# Nikolaï Lanceray
Nikolaï Ievguenievitch Lanceray (russe : Николай Евгеньевич Лансере), né le 26 avril 1879 à Saint-Pétersbourg - décédé le 6 mai 1942 à Saratov, est un architecte russe, illustrateur de livres et historien de l'art néoclassique. Lanceray faisait partie du cercle Mir Iskousstva et est un promoteur de l'école de la renaissance néoclassique russe.

## Biographie
Il est le fils d'Eugène Lanceray et d'Ekaterina Benois. 
Son père décède alors qu'il n'a que six ans. Avec ses cinq frères et sœurs, il est élevé par la famille Benois et vit la plus grande partie de son enfance chez son grand-père à Saint-Pétersbourg. Nikolaï Lanceray termine ses études secondaires au deuxième gymnasium de Saint-Pétersbourg en 1898 et il entre à l'Académie russe des beaux-arts, où son oncle Léon Nikolaïevitch Benois préside l'un des trois ateliers d'architecture. Nikolaï Lanceray sort avec le diplôme de l’académie en 1904.
En 1903 Lanceray, Vladimir Chtchouko et Ludwig Schroeter font une longue tournée dans les régions de Pskov et de Novgorod. Le magazine Mir Iskousstva publie en 1907 leur ouvrage intitulé Vandalisme dans les gouverneurats de Novgorod et de Pskov. Il travaille comme architecte à Moscou et comme restaurateur à Saint-Pétersbourg. 
Très vite, il abandonne l’architecture pour réaliser des recherches sur les Lumières russes, et il coécrit l’ouvrage Tsarskoïe Selo sous le règne d'Élisabeth. Il écrit régulièrement pour le magazine Starye Gody qui publie en 1911 sa biographie d'Andreïan Zakharov (en) et en 1912-1913 des essais sur le palais de Gatchina et sur la ville de Tsarskoïe-Selo. 
Lanceray continue à recueillir des informations sur les architectes néoclassiques en particulier sur Brenna, Cameron et Zakharov, jusqu’à son arrestation en 1931.
Le 2 mars 1931, Lanceray est arrêté par la Guépéou. Le 19 janvier suivant, il est condamné  pour espionnage en faveur de la France à la peine de mort. La peine sera commuée en dix ans de travaux forcés. Au lieu du Goulag, il sera mis dans une Charachka à Léningrad.
De juillet 1931 à juin 1935, Lanceray est impliqué dans de nombreux projets financés par le NKVD. Il conçoit des aménagements intérieurs de navires des garde-côtes, de bureaux du Kremlin, de blocs d'appartements à Moscou et Léningrad. Les brouillons réalisés en prison par Lanceray sont signés de sa propre main. Il participe à des concours d'architectes comme s'il était libre.
De nombreux artistes influents comme Isaak Brodsky, Ivan Fomine, Alexeï Chtchoussev, Vladimir Chtchouko plaident en faveur de Lanceray. Il est libéré en août 1935. La liberté garde cependant un goût amer pour Nikolaï car, pendant qu'il était emprisonné, l’Académie de l'architecture a commandé les biographies de Cameron et de Zakharov à d'autres écrivains. Il réussit néanmoins à signer le contrat pour la biographie de Vincenzo Brenna.
Pendant les trois années suivantes, Nikolaï Lanceray tient un atelier d'architecture sur le site de l'Institut de médecine expérimentale de Léningrad et il recueille des informations pour son livre sur Brenna. Il est régulièrement harcelé par les enquêtes et les interrogatoires du NKVD. En mai 1938, Lanceray envoie la version finale de son livre Vincenzo Brenna à son éditeur. Dix jours après, il est à nouveau arrêté sous accusation d'espionnage. Lanceray craque sous la torture et plaide coupable. Il est condamné à cinq ans à Kotlas. En 1941, le camp de Kotlas est transféré à pied à Moscou. Ses codétenus portent Lanceray très affaibli sur leurs épaules. La marche est suivie d'un transport en train vers Saratov. À Saratov, Lanceray subit une attaque cardiaque et il meurt le 6 mai 1942.
En 1957, les accusations d’espionnage sont annulées de façon posthume. La première édition de Vincenzo Brenna est publiée en 2006.